# 汪廷訥
汪廷讷（?—?），字昌朝，一字无如，号坐隐先生、无无居士。休宁县汪村人。
生卒年不详。早年以经营盐业致富，万历二十一年（1593年）捐赀进入南京国子监。万历
二十八年，第三次乡试不中，是年秋開始营构坐隐园。万历三十五年（1607年）捐得盐课副提举的虚职。爱好诗词，尤善曲。家中建有坐隐园、环翠堂，常与汤显祖、王雉堂、李贽等名士交往。天启五年，在高盖山遇高人点化，遂“拍手顿悟”而去，後不知所踪。有《环翠堂坐隐集》、杂剧《广陵目》。